# V. V. Giri

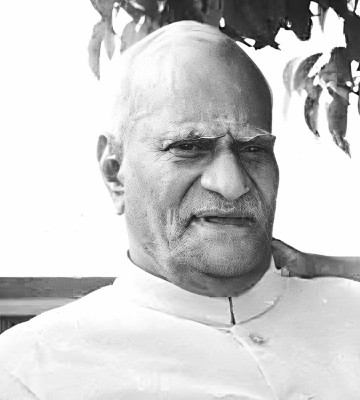
V. V. Giri (1970)

Varahagiri Venkata Giri (Telugu వరాహగిరి వేంకటగిరి, Hindi वराहगिरी वेंकट गिरी, Ausspracheⓘ; * 10. August 1894 in Brahmapur; † 24. Juni 1980 in Madras, Tamil Nadu) war ein indischer Politiker und Präsident der Republik Indien von 1969 bis 1974.
Giri wurde in eine Telugu-brahmanische Familie in Berhampur, im heutigen Odisha (damals Teil Britisch-Indiens) geboren. Sein Vater war Rechtsanwalt. Beide Eltern waren in der indischen Autonomie- und Unabhängigkeitsbewegung aktiv. Seine erste Ausbildung erhielt Giri am örtlichen Khallikote College. 1913 ging er nach Irland (damals Teil des Vereinigten Königreichs) und studierte dort 1913 bis 1916 am University College Dublin und King’s Inns. Seine Kontakte zur irischen Unabhängigkeitsbewegung Sinn Féin und zu Éamon de Valera führten dazu, dass er 1916 nach dem Osteraufstand nach Indien ausgewiesen wurde. Dort arbeitete er in der Gewerkschaftsbewegung und für die Unabhängigkeit Indiens. Nach Erlangung der Unabhängigkeit Indiens war er 1947 bis 1951 Hochkommissar in Sri Lanka (damals Ceylon) und später Gouverneur in Uttar Pradesh (1957–1960), Kerala (1960–1965) und Mysore (1965–1967). 1967 wurde er zum Vizepräsidenten Indiens gewählt. 1969 nach dem Tod Zakir Hussains wurde er am 16. August 1969 mit der Unterstützung von Premierministerin Indira Gandhi und deren Anhängern in das Amt des indischen Staatspräsidenten gegen den offiziellen Kandidaten der Kongresspartei-Führung gewählt.